# Йоана Буковска
Йоана Василева Буковска-Давидова е българска актриса.

## Биография
Родена е на 8 април 1977 г. в Габрово. Майка ѝ, Велина Милчева, е журналист и кинопедагог, а вторият ѝ баща, Христо Буковски, е журналист и писател. Йоана завършва 9-а френска езикова гимназия „Алфонс дьо Ламартин“ в София и НАТФИЗ в класа на проф. Снежина Танковска и доц. Андрей Баташов през 2000 г. Състудентка е на Теодора Духовникова и Александър Митрев.
Играе в детско-юношеската театрална студия към Нов драматичен театър „Сълза и смях“, Театър 199, театър „Българска армия“ (от 2001). Има пано с отпечатъците ѝ на Стената на славата пред Театър 199.

## Театрални роли
Театър 199
- „Есенна соната“ (Ингмар Бергман) – Хелена
- „Симулатор за чифтосване“ (Джоузеф Скримшоу) – Миранда
- „Госпожица Юлия“ (Аугуст Стриндберг)
- „Седем дни от живота на Симон Лаброс“ (Карол Фрешет)
- „Хаос“ (Мика Миляхо) - София

Други
- „Ромео и Жулиета“ (Уилям Шекспир) – Жулиета
- „Железният светилник“ (Димитър Талев) – Божана Бенкова

## Награди
- 2009 – награда „за главна женска роля“ на 12 международен филмов фестивала в Бердянск, Украйна за ролята на (Нели Кодева) във филма на Дочо Боджаков „Моето мъничко нищо“.
- 2007 – специална награда на журито на „15-и Международният филмов фестивал „Любовта е лудост““ с филма „Моето мъничко нищо“.
- 2006 – актьорска награда „Мелполет“ – за ролята на (Цена) в „Змей“.
- 2006 – наградата за театър по случай 150-годишнината от първото българско театрално представление – Шумен, за ролята на (Цена) в спектакъла „Змей“ по Петко Тодоров.
- 2003 – специалната награда „на САБ“ за ролята на (Карол) в спектакъла „Олеана“ от Дейвид Мамет.
- 2000 – наградата МТФ „Златна ракла“ „за най-добра актриса“ за ролята на (Стела) в „Дунав мост“.
- 2001 – АСКЕЕР „за поддържаща женска роля“, за ролята на (Хелена) в спектакъла „Есенна соната“ на Ингмар Бергман.
- 1994 – награда „за спектакъл“, присъдена на „Две усмивки на Чехов“ в Авиньон, Франция.
- 1994 – наградата на фестивала „Време“ за ролята на (Жулиета) в спектакъла „Ромео и Жулиета“ от Шекспир.

## Участия на фестивали
- 1994 – Международен фестивал „Време“ за детско-юношески трупи във Враца със спектакъла „Ромео и Жулиета“ от Шекспир.
- 1994 – Фестивала в Авиньон Франция, участие в раздела „ОFF-театър на младите“ със спектакъла „Две усмивки на Чехов“ (“Предложение“ и „Юбилей“ на Чехов)
- 2000 – Гост на 53-тия фестивал в Кан Франция с филма „Смърт, любов и съдба на борда на Ориент експрес“
- 2000 – 25-и международен фестивал за телевизионно филмово творчество „Златната ракла“ в Пловдив с филмите „Дунав мост“ и „Магьосници“.
- 2000 – Гост на фестивала „Златна роза“ във Варна с филма „Магьосници“.
- 2001 – 26-и международен фестивал за телевизионно филмово творчество МТФ „Златна ракла“ в Пловдив с филма „Най-важните неща“
- 2003 – 27-и международен фестивал за телевизионно филмово творчество „Златна ракла“ в Пловдив с филма „Отвъд чертата“
- 2004 – Гост на фестивалите „Златна роза“ и „Любовта е лудост“ във Варна с филма „Отвъд чертата“
- 2005 – 29-и международен фестивал за телевизионно филмово творчество „Златна ракла“ в Пловдив с филма „Патриархат“.
- 2007 – 15-и Международният филмов фестивал „Любовта е лудост“ с филма „Моето мъничко нищо“, получил Специалната награда на журито.

## Филмография
| Година      | Филми и сериали                                                                                     | Серии | Копродукции                              | Роля                                       |
| ----------- | --------------------------------------------------------------------------------------------------- | ----- | ---------------------------------------- | ------------------------------------------ |
| 2022        | Лъжите в нас                                                                                        |       |                                          | прокурор Адриана Чуковска                  |
| 2019        | Денят на бащата                                                                                     | 6     |                                          | Балабанова                                 |
| 2018        | Далече от брега                                                                                     |       |                                          |                                            |
| 2016 – 2017 | Откраднат живот                                                                                     | 187   |                                          | Виолета Захариева                          |
| 2013        | Victor Young Perez                                                                                  |       | Франция, Израел, България                | доктор Голдщайн                            |
| 2011 – 2016 | Под прикритие                                                                                       | 60    |                                          | Анна Неделчева                             |
| 2009        | Братът на охлюва                                                                                    |       |                                          | психоложката Еми Стефанова                 |
| 2009        | Фокусници                                                                                           |       |                                          |                                            |
| 2009        | Playing Marbles                                                                                     |       |                                          | Мария                                      |
| 2008        | Naive                                                                                               |       | Франция                                  |                                            |
| 2008        | Военен кореспондент                                                                                 |       |                                          | г-ца Регина                                |
| 2008        | Огън и вода                                                                                         |       |                                          | майката                                    |
| 2007        | Малки разговори                                                                                     |       |                                          | Елена                                      |
| 2007        | Шивачки                                                                                             |       |                                          | Стела                                      |
| 2007        | Моето мъничко нищо                                                                                  |       |                                          | Нели Кодева                                |
| 2005        | Механикът (The Mechanik)                                                                            |       | САЩ, Германия                            | броячката                                  |
| 2005        | Човекът-акула (Hammerhead: Shark Frenzy)                                                            |       | Аруба, САЩ, Германия                     | жена 2, жертва                             |
| 2004        | Далида (Dalida)                                                                                     |       | Франция, Италия                          | Агата                                      |
| 2005        | Патриархат                                                                                          | 7     |                                          | учителката Здравка                         |
| 2003        | Отвъд чертата (тв)                                                                                  |       |                                          | Елка                                       |
| 2003        | Морски пехотинци (Marines)                                                                          |       | САЩ                                      | младата жена                               |
| 2002        | Механики на любовта                                                                                 |       |                                          | Елизабет                                   |
| 2002        | Как се става капиталист                                                                             |       | Франция                                  | Каролин                                    |
| 2001        | Смърт, любов и съдба на борда на Ориент експрес (Death, Deceit & Destiny Aboard the Orient Express) |       | Канада, Великобритания, България, Италия | Надя, руската балерина                     |
| 2001        | Най-важните неща                                                                                    | 2     |                                          | Ангелина                                   |
| 2000        | Пансион за кучета                                                                                   |       |                                          | момиче от плажа                            |
| 2000        | Магьосници                                                                                          | 4     |                                          | принцеса Лилия                             |
| 1999        | Дунав мост                                                                                          | 7     |                                          | Стела                                      |
| 1998        | Creep                                                                                               |       |                                          | Йоана                                      |
| 1997 – 1998 | Самодивка и Караконджо                                                                              |       |                                          | Самодивка                                  |
| 1996        | Приятелите на Емилия                                                                                |       | Франция, Швейцария, България             | момичето от новелата „Краят на един роман“ |
| 1996 – 1997 | Извън граници (Hors limites)                                                                        | 2     | Франция, България                        | младата проститутка Валентина              |
| 1995        | Тайнственият спътник                                                                                |       | Франция                                  | Лиз                                        |
| 1995        | Съветите на леля Мери                                                                               | 3     |                                          | най-възрастната сестра                     |

## Озвучаване
| Година | Филми и сериали  | Серии | Копродукции      | Роля         |
| ------ | ---------------- | ----- | ---------------- | ------------ |
| 2008   | Шаолински двубои |       | Български дублаж | Вуя и Кимико |